# التحيز الجغرافي في ويكيبيديا

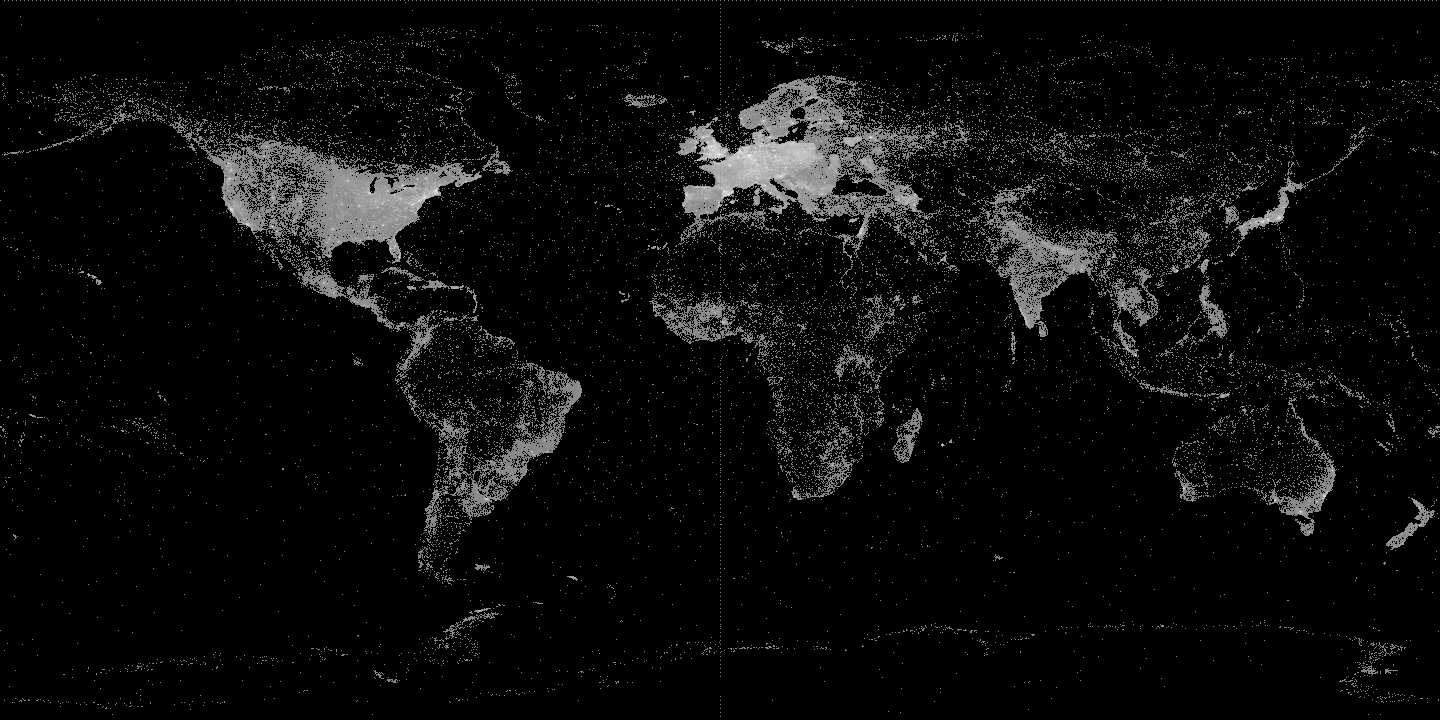
الكثافة العالمية لإدخالات ويكيبيديا ذات العلامات الجغرافية (2013)

التحيز الجغرافي في ويكيبيديا هو عدم مساواة في توزيع محتواها فيما يتعلق بالترابط الجغرافي لموضوعات المقالات. إنه عنصر من عناصر انتقاد ويكيبيديا، بالإضافة إلى التحيزات الأخرى، مثل التحيز بين الجنسين أو التحيز العنصري أو الأيديولوجي. يُظهر البحث أنه على الرغم من الاختلافات الكبيرة في هذا التوزيع اعتمادًا على لغة ويكيبيديا، إلا أن هناك اتجاهًا شائعًا نحو المزيد من المحتوى المتعلق بالولايات المتحدة وأوروبا الغربية إلى جانب ندرة المعلومات حول مناطق معينة في بقية العالم.

## التحليلات
نشر أعضاء معهد أكسفورد للإنترنت (OII) عديد الدراسات حول جغرافيا الإنترنت ‏ وويكيبيديا.

قدم مقال عام 2009 بقلم مارك جراهام من معهد أكسفورد للإنترنت في الغارديان خريطة ملونة للعالم توضح التباين بين أعداد مقالات ويكيبيديا الموسومة جغرافيًا (بجميع اللغات) لبلدان من شمال الكرة الأرضية ومن جنوبها. كتب جراهام:
إن قارة إفريقيا بأكملها تقريبًا ممثلة بشكل ضعيف جغرافيًا في ويكيبيديا. من اللافت للنظر، أن هناك المزيد من مقالات ويكيبيديا المكتوبة عن القارة القطبية الجنوبية أكثر من جميع الدول الخمسة وثلاثون (53) في إفريقيا باستثناء بلد واحد (أو ربما الأمر الأكثر إثارة للدهشة، أن هناك المزيد من مقالات ويكيبيديا المكتوبة حول الأماكن الخيالية في الأرض الوسطى وعالم القرص أكثر من عديد البلدان في إفريقيا وآسيا والأمريكتين).
كشف تحليل عام 2010 للتعديلات البشرية على ويكيبيديا أن آسيا، باعتبارها القارة الأكثر اكتظاظًا بالسكان، مُثلت في 16.67% فقط من التعديلات. كانت إفريقيا (6.35%) وأمريكا الجنوبية (2.58%) ممثلة تمثيلا ناقصا على قدم المساواة. وجدت دراسة أجراها معهد أكسفورد للإنترنت في عام 2011 أن 84 بالمائة من المقالات الموسومة بموقع ما كانت في أوروبا أو أمريكا الشمالية، وأن القارة القطبية الجنوبية لديها إدخالات أكثر من أي دولة أفريقية أو أمريكية جنوبية. وفقًا لأداما سانيه، مؤسس مبادرة WikiAfrica Education، اعتبارًا من عام 2021، هناك المزيد من المقالات على ويكيبيديا الإنجليزية حول باريس أكثر من إفريقيا.
في عام 2011، نشر معهد أكسفورد للإنترنت تقريرا عن تقسيم حسب اللغات (العربية، المصرية العربية، الإنجليزية، الفرنسية، العبرية، الفارسية، السواحيلية). أبلغ غراهام عن بعض الأنماط غير المتوقعة في التوزيعات. على سبيل المثال، تحتوي ويكيبيديا السواحيلية على العديد من المقالات الموسومة جغرافيًا بشكل غير عادي في تركيا. يشرح غراهام هذا وغيره من المقالات المماثلة من قبل محررين متخصصين، حيث يقومون بإنشاء عديد المقالات المبسطة في المجالات التي تهمهم.
ذكرت ورقة معهد أكسفورد للإنترنت لعام 2015 عن جغرافية غير متساوية للغاية للمشاركة في تحرير ويكيبيديا. على وجه الخصوص، وجد أن المساهمين من البلدان المنخفضة الدخل يساهمون في اختلال التوازن الجغرافي من خلال الكتابة عن البلدان ذات الدخل المرتفع أكثر من الكتابة عن بلدانهم.
أكدت دراسة أجريت عام 2016 بواسطة ديفيد لانيادو (بالإنجليزية: David Laniado)‏ ومارك ميكيل ريبي (بالإنجليزية: Marc Miquel Ribé)‏ وبشكل تجريبي أن الهوية الثقافية هي حافز غير واعي مهم لمحرري ويكيبيديا التي تؤثر على أعمالهم في المجالات التي قد تكون مرتبطة بهويتهم، على وجه الخصوص، في فئات ويكيبيديا «الثقافة» و«الجغرافيا». تم التوصل إلى نتيجة مماثلة في عام 2010 من قبل هيشت (بالإنجليزية: Hecht)‏ وجيرجل (بالإنجليزية: Gergle)‏: «يميل الويكيبيديون إلى العمل على مواضيع تتعلق بالمواقع القريبة». يقترح لانيادو وريبي أنه من أجل التغلب على عدم التوازن الناجم عن الهويات الثقافية، يتعين على ويكيبيديا تشجيع المحررين من لغات مختلفة في ويكيبيديا لنشر هوياتهم الثقافية في ويكيبيديا الأخرى. تحقيقًا لهذه الغاية، قد تكون أدوات الترجمة والتوصيات المتعلقة بالمقالات التي طورتها مؤسسة ويكيميديا مفيدة من خلال توفير خيارات لتحديد المحتوى التفضيلي بناءً على الكلمات الرئيسية المتعلقة بالهوية الثقافية.

## أنظر أيضًا
- قائمة الدول حسب عدد مستخدمي الإنترنت